# آرتور مارشال (بازیکن فوتبال)
آرتور مارشال (انگلیسی: Arthur Marshall؛ زادهٔ ۱ ژانویهٔ ۱۸۸۱) بازیکن فوتبال اهل بریتانیا است.
از باشگاه‌هایی که در آن بازی کرده‌است می‌توان به باشگاه فوتبال استوک‌پورت کانتی، باشگاه فوتبال اورتون، باشگاه فوتبال منچستر یونایتد، و باشگاه فوتبال لستر سیتی اشاره کرد.